# Abeokuta Women’s Union
Abeokuta Women’s Union (AWU) ist eine Frauenorganisation, die im März 1946 in Abeokuta (Nigeria) gegründet wurde.

## Geschichte
Hervorgegangen ist die AWU aus dem Abeokuta Ladies Club einem Anfang der 1930er Jahre durch die spätere Frauenrechtlerin Funmilayo Ransome-Kuti gegründeten Verein, der sich bildungsbürgerlichen Zielen verschrieben hatte und neben Handarbeitsrunden Alphabetisierungskurse für Frauen aus der Unterschicht organisierte. Im Laufe des Jahrzehnts politisierte sich der Verein immer mehr, als er in Konflikt mit dem durch die britische Kolonialmacht protegierten Alake (König) Ademola II. von Egba, geriet, welcher Besteuerungsmaßnahmen der Kolonialregierung auf Kosten der Frauen Abeokutas und Egbas durchsetzen wollte. Von 1940 an organisierte der Abeokuta Ladies Club immer wieder Massendemonstrationen gegen den Alake und die britische Kolonialmacht, an der zehntausende von Frauen teilnahmen.
Im März 1946 wurde der Abeokuta Ladies Club neu organisiert und offenbarte durch Umbenennung in „Abeokuta Women’s Union“ nunmehr seinen politischen Charakter. Die AWU, deren Vorsitz weiterhin Funmilayo Ransome-Kuti führte (als Generalsekretärin wurde Eniola Soyinka, die Mutter des späteren Literaturnobelpreisträgers Wole Soyinka gewählt), nahm sowohl Individuen wie Organisationen auf und verfügte über einen Mobilisierungsgrad von etwa 100.000 Frauen.  Das Motto der AWU lautete: „Einheit, Kooperation, selbstloser Dienst und Demokratie“.  Seinen größten Triumph erlebte die AWU, als ihre Agitation im Januar 1949 den Alake zum Rücktritt zwang. Funmilayo Ransome-Kuti strebte danach zu einer Vereinigung aller Frauenorganisationen Nigerias und so ging im Mai 1950 die AWU in der neu gegründeten Nigerian Women’s Union (NWU) auf. Die AWU blieb aber unter diesem Dachverband selbständig als Exekutivkomitee der NWU in Abeokuta.